# Aspilia
Aspilia är ett släkte av korgblommiga växter. Aspilia ingår i familjen korgblommiga växter.

## Bildgalleri

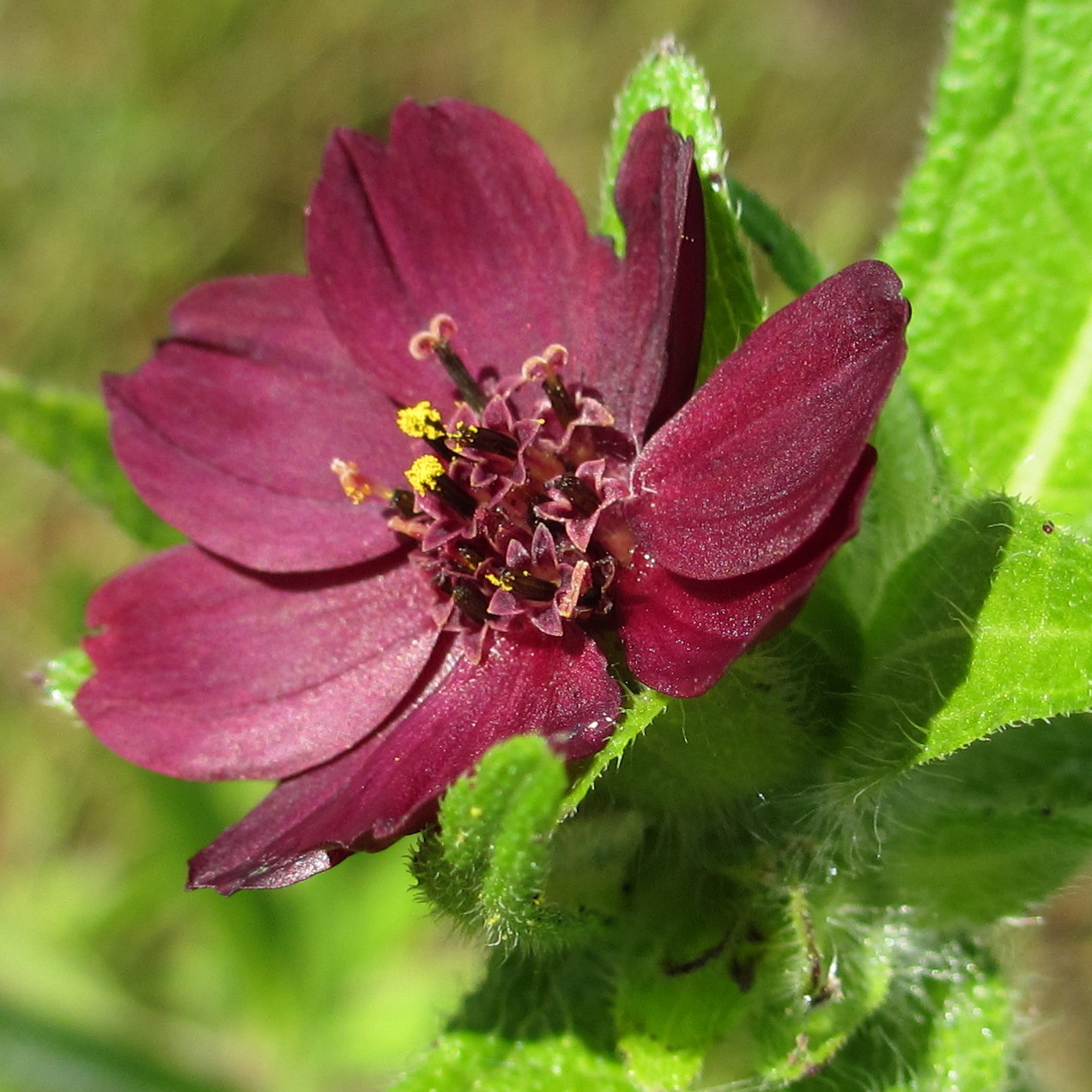
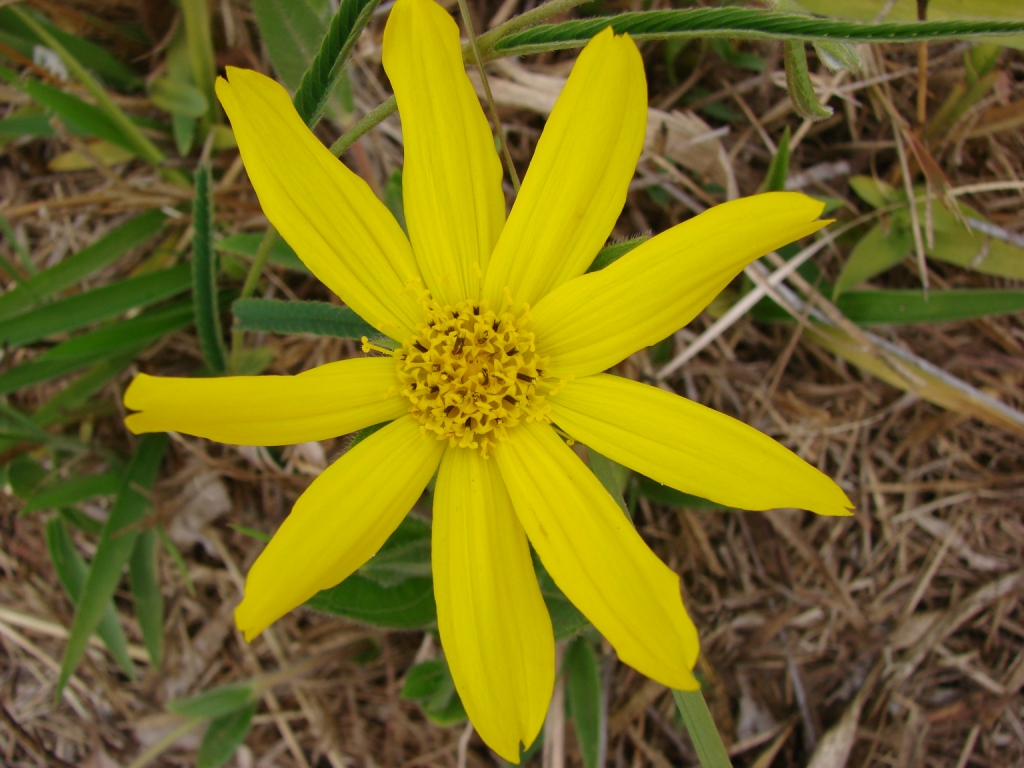
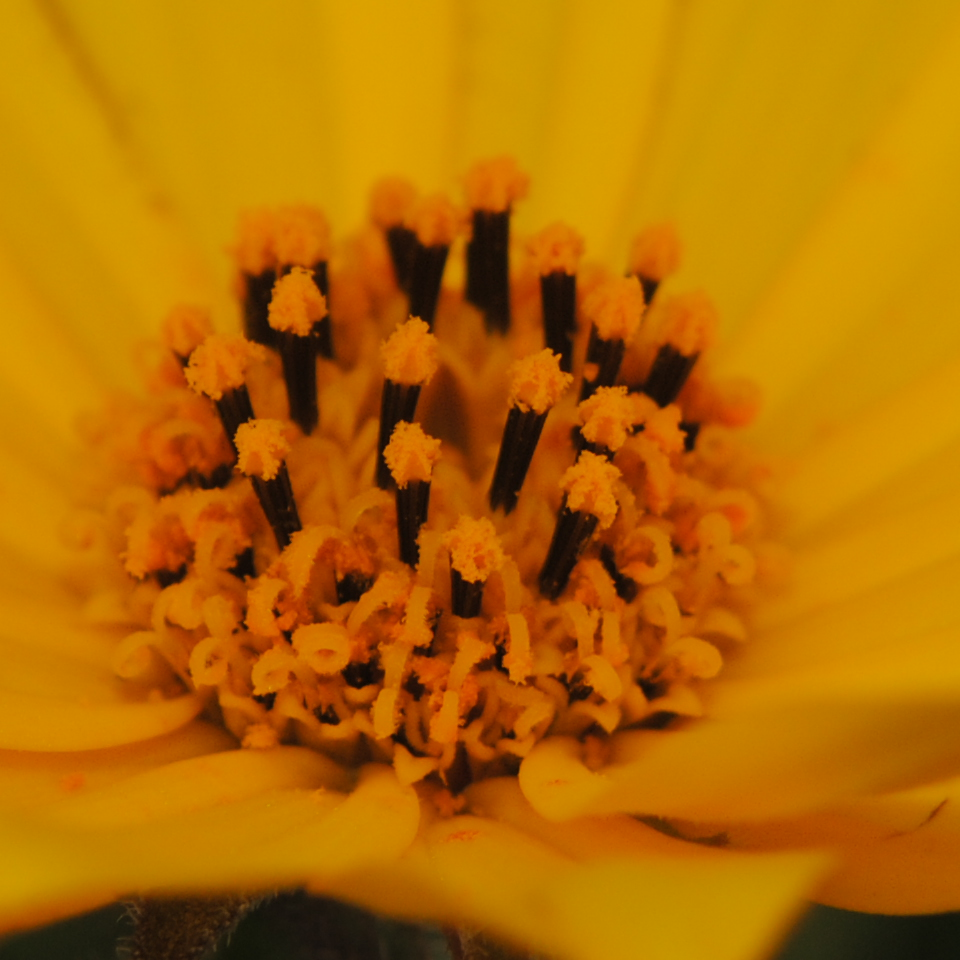
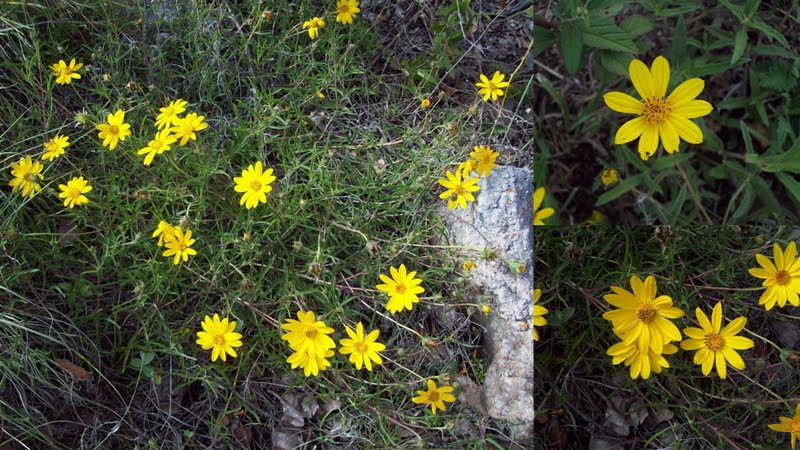

## Dottertaxa tillAspilia, i alfabetisk ordning[1]
- Aspilia africana
- Aspilia albuquerquei
- Aspilia almasensis
- Aspilia andrade-limae
- Aspilia angolensis
- Aspilia angustifolia
- Aspilia aristata
- Aspilia attenuata
- Aspilia aurantiaca
- Aspilia baumii
- Aspilia belo-horizontinae
- Aspilia bipartita
- Aspilia bishoplecta
- Aspilia bojeri
- Aspilia bonplandiana
- Aspilia buphthalmiflora
- Aspilia bussei
- Aspilia cachimboensis
- Aspilia camporum
- Aspilia cardenasii
- Aspilia caudata
- Aspilia cavalcantei
- Aspilia cearensis
- Aspilia chevalieri
- Aspilia clausseniana
- Aspilia cordifolia
- Aspilia cylindrocephala
- Aspilia diamantinae
- Aspilia diffusiflora
- Aspilia discolor
- Aspilia duarteana
- Aspilia eckendorffii
- Aspilia eenii
- Aspilia eglerii
- Aspilia elata
- Aspilia elegans
- Aspilia erosa
- Aspilia espinhacensis
- Aspilia fischeri
- Aspilia floribunda
- Aspilia foliacea
- Aspilia foliosa
- Aspilia fruticosa
- Aspilia glaziovii
- Aspilia goiazensis
- Aspilia grazielae
- Aspilia hassleriana
- Aspilia hatschbachii
- Aspilia helianthoides
- Aspilia heringeriana
- Aspilia hispidantha
- Aspilia ioletae
- Aspilia itabaianensis
- Aspilia jelskii
- Aspilia jolyana
- Aspilia jugata
- Aspilia kotschyi
- Aspilia kunthiana
- Aspilia laevissima
- Aspilia latifolia
- Aspilia latissima
- Aspilia leucanthema
- Aspilia leucoglossa
- Aspilia linearis
- Aspilia macrorrhiza
- Aspilia malaissei
- Aspilia martii
- Aspilia matogrossensis
- Aspilia mendoncae
- Aspilia mildbraedii
- Aspilia minima
- Aspilia montevidensis
- Aspilia mossambicensis
- Aspilia natalensis
- Aspilia noneaefolia
- Aspilia ovalifolia
- Aspilia paludosa
- Aspilia paraensis
- Aspilia pascalioides
- Aspilia pereirae
- Aspilia phyllostachya
- Aspilia platyphylla
- Aspilia pluriseta
- Aspilia podophylla
- Aspilia pohlii
- Aspilia procumbens
- Aspilia prostrata
- Aspilia pseudoyedaea
- Aspilia reflexa
- Aspilia reticulata
- Aspilia riedelii
- Aspilia rubra
- Aspilia rugulosa
- Aspilia sahariensis
- Aspilia serrulata
- Aspilia silphioides
- Aspilia squarrosa
- Aspilia stenophylla
- Aspilia subpandurata
- Aspilia subpetiolata
- Aspilia subscandens
- Aspilia trichodesmoides
- Aspilia triplinervia
- Aspilia warmingii